# 本·彼得森
本·彼得森（英語：Ben Peterson，1950年6月27日—），美国男子摔跤运动员。他曾代表美国参加1972年和1976年夏季奥林匹克运动会摔跤比赛，获得一枚金牌和一枚银牌。

## 家庭
哥哥约翰·彼得森。